# Головань Дмитро Сергійович
Дмитро́ Сергі́йович Голова́нь (1992—2023) — український військовослужбовець, учасник російсько-української війни, кавалер ордена «За мужність» III ступеня.

## Життєпис
Народився 16 січня 1992 року в місті Новополоцьк Вітебської області. Через чотири роки сім'я переїхала в Конотоп. У 2007 році закінчив Конотопську загальноосвітню школу І-ІІІ ступенів № 14. Після здобуття середньої освіти вступив до Державного професійно-технічного навчального закладу «Міжрегіональний центр ювелірного мистецтва». Який закінчив у 2010 році. Після проходження строкової військової служби п'ять років жив та працював у Німеччині.
В перший день повномасштабного вторгнення став до лав ТрО міста Київ. Пізніше пішов служити до ЗСУ, був снайпером 2-го штурмового взводу.
Загинув 7 лютого 2023 в населеному пункті Красна Гора.
Похований в Конотопі 12 лютого 2023 року.

## Нагороди та вшанування
- Орден «За мужність» III ступеня[2].
- Почесний громадянин Конотопа.